# 四福音书
四福音书（希臘語：Τὸ ἅγιο Εὐαγγέλιο）是分别由耶稣的门徒馬太（瑪竇）、約翰（若望）以及彼得（伯鐸）的门徒馬可（馬爾谷）和保羅（保祿）的门徒路加写的四部介绍耶稣生平事迹的书。是新约圣经的頭四卷書。

## 福音书的写作目的
“福音”这个词语的意思是“好消息”。马太和路加都谈论同一的信息：耶稣就是应许的弥赛亚，即基督；他为人类的罪舍命；他已复活升到天上去。
可是两位执笔者各有不同的背景，他们针对的读者也不一样：
- 马太是个税吏，他的福音书主要是为犹太读者写的；
- 馬可是保羅的學生，他的福音書的對象是外邦人；
- 路加是个医生，他的福音书注明写给“尊贵的提阿非罗”。提阿非罗可能是个高官，因此他的福音书读者范围较广，包括犹太人和外邦人在内。（路加福音1:1-3）

两位执笔者各自拣选最适当、最能啟發自己读者的内容，然后把各事一一记录下来。因此，马太的记载强调希伯来语圣经里许多论及耶稣的预言已应验了。在另一方面，路加则采用较传统的历史写作手法，是一般非犹太读者能够认同的。

## 福音书的主旨
聖經裡的四本福音书都非常仔細的描述耶稣是个富有慈心怜悯的人。他遇到患病、瞎眼和受苦的人，常會主动帮助他们。當耶稣的好友拉撒路死了，拉撒路的姊姊十分难过，耶稣也禁不住心里悲叹，更掉下泪来。（约翰福音11:32–36）事实上，福音书里描述的耶稣是个感情丰富的人：他同情麻瘋病人，为门徒的成就而自豪；对那些不近人情、墨守成规的文人和律法師却满腔义愤；當時在耶路撒冷的猶太祭司、律法師、和文士認不出他就是弥赛亚時，他也为此大感忧伤。對於跟隨他教訓的後人，成了「與喜樂的人要同樂；與哀哭的人要同哭」的榜樣（羅馬書 12:15）。
耶稣行神蹟來救治人时，常會把焦点集中在受助人的身心上，说：“你的信叫你痊愈了。”（马太福音9:22）耶稣也能知道人隱藏在心底最深處的秘密，如他称赞拿但業“是个真真正正的以色列人，他心里没有诡诈”。（约翰福音1:47）有一次在法利賽人西門的家裡坐席，有人批评一个女人为了感激耶稣而送的一瓶香膏太昂贵，但耶稣卻知道她藏在心裏的動机，更说这个女人所做的事会受到记念。同時也告訴她：「你的罪赦免了」（路加福音7:36–50；註：此事與马太福音26:6–13；馬可福音14:1–9；約翰福音12:1–11裏記載在伯大尼的另一類似事件的時間和地點不同）耶稣表明自己是门徒的救主，並會“爱他们到底”。（约翰福音13:1；15:11–15）
福音书也表明耶稣是神，且善解人意。他曾经在眾多場合與告訴大眾如何才可以進神國度的辦法，也常在不固定的机緣下，與少數人私谈、引導、歸正人在道德上的錯誤觀念，如在約翰福音4章3–42節記載了他曾在撒瑪利亞的井旁跟一个妇人的對話。被耶稣的话吸引的人就常常大受感动，吐露真情，願意悔改舊行，並相信他是神。虽然当时有权势的人高高在上，漠视下情，但耶稣却为平民所拥戴，百姓都觉得跟耶稣一起是與有榮焉，甚至還有人趁群眾擁擠耶穌時，偷摸了他的衣繸而得醫治的案例（路加福音8:42–48）。耶稣平易近人，连小孩子也很喜欢亲近他。有一次，耶稣以一个小孩作例子，他不仅叫孩子站在门徒面前，更“抱起他來”。不错，福音书告诉我们，群众常常为了听耶稣的金玉良言，愿意花好幾天遠道而來跟隨著耶稣，可见他魅力超凡。（马太福音15:32）
虽然耶稣十全十美，但他从不高傲自大，对人吹毛求疵。无论在平时或在講道时，即使他遇到极不完美，甚至罪大恶极的罪人，也不会专横跋扈，任意欺压他们。耶稣从来不苛待别人，也不把重担加在别人身上。相反，他说：“凡勞苦擔重擔的人可以到我這裡來，我就使你們得安息。”门徒也見証耶稣他“心里柔和謙卑”的一个人。（马太福音11:28–29）
雖然福音书不僅把耶稣描绘得生动逼真，活灵活现，卻也是屬於文筆通順簡要的歷史記實。學術研究方面可參照福音書歷史可靠性作更深入探討。

## 四福音书的联系与差异
有人认为，馬太（瑪竇）、馬可（馬爾谷）和路加所写的福音书因为内容大同小异，所以又稱為符类福音、對觀福音、共觀福音或同觀福音。
但是仔细查考其中的内容就会发现，四位執筆者——馬太、 馬可、 路加、 約翰——各以自己的方式去叙述基督的生平。每個人有自己的獨特主題和目標，反映出自己的性格，並且考慮到所針對的讀者。

### 馬太福音（瑪竇福音）
馬太福音（瑪竇福音）是由原稅吏馬太所寫，對象是猶太人，說明耶穌基督是舊約聖經預言的彌賽亞。
從內容和文體推測，再加上原文是希臘語而不是猶太本土慣用的亞蘭語來看，本書的對象應是當時的僑居各地的猶太人基督徒，以此表明耶穌正是他們日夜期盼的那位彌賽亞，從而鼓勵他們能接受耶穌基督帶來的救恩。為此，瑪竇引用了舊約大約七十處的經文，一般人稱之為「聖經證據」。

### 馬可福音（馬爾谷福音）
馬可福音（馬爾谷福音）是由馬可所寫，對象是外邦人，說明「上帝不單單是猶太人的神，也是世人的神」。
馬可福音（天主教譯作馬爾谷福音）可能是介紹耶穌的四福音書中最早成書的一卷。 本書的作者據推論應該有可能是第一位把流傳在信友團體間，由耶穌而來和關於耶穌的記載，集結成書的人。 本福音寫成的時間大約是在公元65年至70年間，那時宗徒們多已逝世，無法親自去各信友團體宣講基督了，可能是這個情況促使作者寫成了第一部福音。在當時的早期教會聚會裡，信友聚集敬拜和教導時，會回憶耶穌說過的話，講述耶穌的事蹟。作者所整理的這些記載，都是外邦人基督徒團體在回憶耶穌時的信仰見證。對相信的人而言，這是大好的信息，也就是「福音」。因此，神學上普遍同意馬可福音是一本以外邦人為對象的福音書。

### 路加福音
路加福音是跟隨過保羅（保祿）的醫生路加所寫，以極優美的希臘文寫成，對象是向非猶太人闡明關於耶穌基督的記載，使用羅馬曆法為主編年，為四本福音書中，最易理解的福音書。
路加是保羅的追隨者，所以一般認為他的福音中的內容大多源自保羅口述。 學者對本書的寫作日期，頗有爭論。由於路加福音與使徒行傳是上下兩集（參徒1:1），而使徒行傳最後提及公元60年代初保羅在羅馬的活動（徒28:30），所以路加福音的寫作日期可能在公元60年代初期，另一方面，不少學者認為：路加福音取材自馬可福音，所以前者的寫作日期必在後者寫成之後。本書的成書地點不詳，可能是羅馬或凱撒利亞。
書中唯一提到的讀者是有名望的提阿非羅（Theophilus）。此人的身世不詳，但可能有份贊助此書的發行。有些學者認為提阿非羅這名字意思是「愛神者」或「被神愛者」，所以此書的對象是泛指一切相信神的人。此外，作者往往避免採用外邦人難以理解的猶太術語，如「拉比」和「和散那」等，可見外邦人為本書的主要寫作對象。

### 約翰福音（若望福音）
約翰福音（若望福音）是耶穌基督的門徒（宗徒）約翰（若望）約公元100年左右在小亞細亞的以弗所寫成。他寫作的目的在介紹耶穌就是上帝的羅格思（λογος，意思即是「話語」，亦作「道」或「聖言」）以人的形象的呈現。被教父革利免稱為「屬靈的福音書」。
作者清楚表明他的目的（20:30-31），就是要使人家信耶穌是基督，是上帝派來的兒子，並因信祂而得永生。從本書多處解釋猶太風俗（4:9）及希伯來字義（1:38）的做法看來，對象包括不諳希伯來語，散居四處的猶太人和外邦人。此外，我們從字裏行間可以知道，作者很可能是針對教會中一些異端而加以駁斥（參1:6及19:34註）。

## 参閲
- 新约圣经
  - 对观福音：马太福音、马可福音、路加福音
  - 约翰福音

## 外部連結
- 四福音書總論（页面存档备份，存于）
- 馬太福音（页面存档备份，存于）（繁體中文）
- 馬可福音（页面存档备份，存于）（繁體中文）
- 路加福音（页面存档备份，存于）（繁體中文）
- 約翰福音（页面存档备份，存于）（繁體中文）
- 基督教文藝出版社藏書（页面存档备份，存于） - 華人基督宗教文獻保存計劃
- 思高聖經學會藏書（页面存档备份，存于） - 華人基督宗教文獻保存計劃